# Signe Stavenow
Signe Sofia Borg-Stavenow, född 28 april 1884, död 8 februari 1973, var en svensk målare och tecknare.
Hon var dotter till guldsmeden Carl Otto Alexander Borg och hans hustru Anna Nilsdotter och gift med handlaren Hans Henrik Daniel Stavenow. Hon arbetade först som sömmerska och modeexpert och var under en tid bosatt i Sydamerika. Vid återkomsten till Sverige började hon arbeta med konst och studerade för Torsten Renqvist vid Gerlesborgsskolan i Bohuslän i början av 1950-talet. Tillsammans med Kerstin Adde Johansson och Inga Pentén ställde hon ut på Lilla galleriet i Stockholm 1961 och har därefter medverkat i ett antal grupp- och samlingsutställningar bland annat i HSB utställningen God konst i alla hem. Hennes konst består av stilleben, porträtt och landskapsmålningar. 